# Obstrukční řeč
Obstrukční řeč, cizím slovem filibuster, znamená velmi dlouhou řeč v zákonodárném sboru, jíž se menšina snaží zdržovat nějaké rozhodnutí většiny a donutit ji tak k novému jednání a kompromisu. Jedná se o způsob technické obstrukce.

## Příklady
V Senátu USA – na rozdíl od Sněmovny reprezentantů – není délka senátorských vystoupení obecně omezena a k usnesení o jejím zkrácení je třeba třípětinová většina hlasů, což v praxi filibustering umožňuje. Rekord délky drží senátor Demokratické strany Strom Thurmond z Jižní Karolíny, který 28. a 29. srpna 1957 mluvil bez přestávky 24 hodin a 18 minut, aby zabránil přijetí zákona, který měl usnadnit výkon volebního práva Afroameričanů.
Jako obstrukce a nátlakový prostředek se zdlouhavé mluvení užívalo už v římském senátu a vyskytuje se také v britském parlamentu (H. Brougham mluvil roku 1828 bez přestávky 6 hodin, J. Golding roku 1983 s přestávkami celkem 11 hodin). Čeští poslanci podobně blokovali v 19. století jednání Říšské rady, stejně jako němečtí poslanci jednání Českého sněmu. V Poslanecké sněmovně Parlamentu České republiky měl nejdelší vystoupení Tomio Okamura, předseda hnutí Svoboda a přímá demokracie, který 18. ledna 2024 strávil v řečništi bez přerušení 10 hodin a 44 minut, čímž obstruoval projednávání návrhu k zavedení korespondenční volby pro české občany v zahraničí.
V jiných parlamentech se k podobnému účelu používá například podávání tisíců pozměňovacích návrhů, v japonském parlamentu provokativní zdržování tajných hlasování a podobně.

## Původ slova
Slovo filibuster pochází z francouzského flibustier, což je zkomolenina nizozemského slova vrijbuiter a znamenalo původně piráta (flibustýra).